# Grodzisk (gromada w powiecie siemiatyckim)
Grodzisk – dawna gromada, czyli najmniejsza jednostka podziału terytorialnego Polskiej Rzeczypospolitej Ludowej w latach 1954–1972.
Gromady, z gromadzkimi radami narodowymi (GRN) jako organami władzy najniższego stopnia na wsi, funkcjonowały od reformy reorganizującej administrację wiejską przeprowadzonej jesienią 1954 do momentu ich zniesienia z dniem 1 stycznia 1973, tym samym wypierając organizację gminną w latach 1954–1972.
Gromadę Grodzisk z siedzibą GRN w Grodzisku utworzono – jako jedną z 8759 gromad – w powiecie siemiatyckim w woj. białostockim, na mocy uchwały nr 21/V WRN w Białymstoku z dnia 4 października 1954. W skład jednostki weszły obszary dotychczasowych gromad Grodzisk, Kozłowo, Porzeziny, Kosianka, Mierzynówka i Drochlin ze zniesionej gminy Grodzisk w tymże powiecie. Dla gromady ustalono 151 członków gromadzkiej rady narodowej.
31 grudnia 1959 do gromady Grodzisk przyłączono wieś Koryciny, gajówkę Majdan Korycki oraz obszar lasów państwowych Nadleśnictwa Rudka obejmujący oddziały 56—93 ze zniesionej gromady Czaje-Wólka, wsie Makarki, Aleksandrowo, Biszewo, Krynki-Sobole, Niewiarowo-Przybki, Niewiarowo-Sochy i Rybałty ze zniesionej gromady Makarki oraz wsie Kosianka Stara, Bogusze-Litewka, Bogusze Stare i Żale ze zniesionej gromady Olszewo.
1 stycznia 1972 do gromady Grodzisk przyłączono wsie Czarna Cerkiewna, Czarna Średnia, Czarna Wielka, Dołubowo-Wyręby, Siemiony i Targowisk oraz obszar lasów państwowych Nadleśnictwa Państwowego w Rutce, obejmujący następujące oddziały 103, 104, 119, 120, 129—138, 144—151, 155—164, 167—198, 201—205, 211—215, 219—221, 228, 235 i 242—258 ze zniesionej gromady Czarna Średnia.
Gromada przetrwała do końca 1972 roku, czyli do kolejnej reformy gminnej. Z dniem 1 stycznia 1973 roku reaktywowano gminę Grodzisk.